# Elisabete Jacinto
Elisabete dos Santos Marques Jacinto, née le 8 juin 1964 à Montijo, est une pilote de rallye portugaise.

## Biographie
Elisabete Jacinto est diplômée en géographie de l'Université de lettres de Lisbonne, professeur du même secteur scolaire, auteur de divers livres scolaires et bandes dessinées,.
En remportant la catégorie camion à l’Africa Eco Race 2019, elle est devenue la première femme à remporter un rallye marathon en camion. 
Elisabete est mariée et vit à Lisbonne.

## Résultats au Paris-Dakar
| Année | Catégorie | Constructeur | Position Scratch | Position classement Femmes |
| ----- | --------- | ------------ | ---------------- | -------------------------- |
| 2000  | Moto      | KTM          | 49e              | 1re                        |
| 2001  | Moto      | KTM          | 56e              | 2e                         |
| 2003  | Camion    | Renault      | Ab.              |                            |
| 2004  | Camion    | Renault      | 26e              | 1re                        |
| 2005  | Camion    | Renault      | 24e              | 2e                         |
| 2006  | Camion    | Renault      | Ab.              |                            |
| 2007  | Camion    | MAN          | 21e              | 1re                        |
| 2009  | Camion    | MAN          | Ab. (étape 5)    |                            |

## Autres résultats
- 2019 : vainqueur de l'Africa Eco Race (catégorie camion avec comme copilotes José Marques et Marco Cochinho) sur MAN
- 2014 : 2e du Rallye Aïcha des Gazelles (catégorie 4×4 / Camions avec comme copilote Valérie Dot) sur Volkswagen véhicules utilitaires
- 2004 : 2e du Rallye Aïcha des Gazelles (catégorie SSV avec comme copilote Sofia Carvalhosa) sur Renault Kangoo
- 2003 : vainqueur du Rallye Aïcha des Gazelles (catégorie SSV avec comme copilote Sofia Carvalhosa) sur Renault Kangoo
- 1995-1998 : 1re du championnat portugais de motocross féminin[6]
- 1994-1998 : 1re femme à Baja de Alta Alcarria (moto)

## Distinctions
- 1999 : Officier de l'Ordre du Mérite (décerné par le Président de la République portugaise Jorge Sampaio)[7]
- 1999 : Diplôme du Mérite Sportif (Fédération Nationale Portugaise de Motocyclisme)[7]
- 2005 : Prix Prestigio (Fédération Portugaise de l'Automobile et du Karting)[7]

## Livres au Portugal
- 2019 : 100 images - Histoire de Dunes (Elisabete Jacinto et Jorge Cunha)[8]
- 2012 : 100 images – Elisabete Jacinto 10 ans de camion[9]